# 洁背强鳍鳐
洁背强鳍鳐（学名：Zapteryx exasperata）是軟骨魚綱犁头鳐目南犁头鳐科的一种。分布於東太平洋美國加利福尼亞州南部至祕魯海域，深度1至200公尺，本魚鈍吻部，較寬的心形圓盤，上方是橄欖色至棕灰色，沒有明顯的斑紋，背部和尾部的顏色比一般的地面色調深，胸鰭和腹鰭的邊緣較淺，下面呈灰色或黃白色，胸鰭後角和腹鰭尖端或多或少呈暗色，皮膚質地粗糙，背部表面佈滿刺或細小的尖刺，中間有一排大尖刺，一直延伸到第一背鰭，體長可達83公分，它们是一种底栖鱼类，个性温顺，人类易于接近，每年可繁殖出2只至13只幼儿，体型较大的雌性则可以产下更多幼儿。它们通常栖息在岩石礁、浅层、潟湖和近岸水域中，从潮间带至200米深的水域，但大多数生活在2.5米至10米深之间的水域，以小鱼、软体动物、甲壳类动物等為食。